# Mikiko Yoshioka
Mikiko Yoshioka (jap. 吉岡 三喜子, Yoshioka Mikiko; * 3. Januar 1964 in Kyōto) ist eine frühere japanische Skeletonpilotin.
Mikiko Yoshioka nahm während ihrer Studienzeit an der Ōtemon-Gakuin-Universität am Nationalen Sportfest (kokutai) im Skilanglauf teil. Als Angestellte von Sumitomo Leasing begann sie 1994 mit dem Skeletonsport und wurde Ende der 1990er und zu Beginn der 2000er Jahre eine der erfolgreichsten japanischen Skeletonsportlerin. Ihr erstes internationales Rennen im Skeleton-Weltcup bestritt die Japanerin im Januar 1997 in La Plagne und fuhr damit schon in der ersten Weltcup-Saison für Frauen. Schon in ihrem ersten Rennen belegte sie mit Platz sechs ihr bestes Karriereresultat. Bis 2001 nahm sie regelmäßig an Weltcuprennen teil. Bestes Resultat in der Gesamtwertung wurde Rang neun in der Saison 1999/2000. 2000 gehörte Yoshioka auch zu den ersten Starterinnen bei den Wettkämpfen für Frauen im Rahmen der Skeleton-Weltmeisterschaften. Bei der ersten WM in Igls belegte sie Platz 12. Ein Jahr später fuhr sie in Calgary auf den 18. Platz. National gewann Yoshioka die Titel 1999 sowie 2001 und wurde 1998 wie auch 2000 Vizemeisterin.